# Gamecho
Gamecho (en euskera y oficialmente Gametxo) es un barrio del municipio de Ibarranguelua, dentro de la reserva de Urdaibai, en la provincia de Vizcaya, País Vasco, España.

## Situación
Se encuentra situado en el interior de la zona Oeste del municipio, lindando con barrios de su misma demarcación como son, al oeste con Laida, al norte con Anzoras y el Mar Cantábrico, al este con Laga y al sur con Acorda.
Coordenadas = 43°24′20″N 2°40′18″O / 43.40556, -2.67167
Para los accesos por carretera, se precisa coche, pueden hacerse desde la carretera de la costa   BI-3234  por dos puntos: A media distancia entre Laida y Anzoras, camino a la derecha que cruza el barrio de Andikone y sube hasta la planicie a mitad del monte, o a unos tres kilómetros después de Laga, en el barrio de Boluetas, comienza la carretera   BI-4236  que sube al barrio de Acorda, una vez cruzado este, continuar por camino cementado 500 metros (250 de ascenso y 250 de descenso hasta Gamecho).

## Naturaleza
Barrio situado en la falda Norte del monte San Pedro Acharre en paraje sin igual, frente a la legendaria Isla de Ízaro, entre las playas de Laga y Laida y sobre la de Antzorape, ofrecen la posibilidad de realizar deportes acuáticos como surf, piragüismo, vela, submarinismo, windsurf, etc.
Con la tranquilidad de disfrutar con espectaculares vistas al mar; idóneo para la práctica de deportes al aire libre como bicicleta, senderismo y paseos en una variedad de paisajes: Bosques, encinares, prados, valles y marismas.

## Alojamiento
Hotel Gametxo: 
- Datos: Q8963404